# Ротаря
Ротаря (рум. Rotarea) — село у повіті Прахова в Румунії. Входить до складу комуни Старкіожд.
Село розташоване на відстані 97 км на північ від Бухареста, 43 км на північ від Плоєшті, 142 км на захід від Галаца, 60 км на південний схід від Брашова.

## Населення
За даними перепису населення 2002 року у селі проживали 240 осіб, усі — румуни. Усі жителі села рідною мовою назвали румунську.